# Свободное государство Фляшенхальс
Свободное государство Фляшенхальс (нем. Freistaat Flaschenhals, от нем. Flaschenhals — бутылочное горлышко) — название части прусской провинции Гессен-Нассау, не подвергшейся французской и американской оккупации Рейнской области после завершения Первой мировой войны, с 10 января 1919 года по 25 февраля 1923 года. В настоящее время территория Фляшенхальса входит в состав федеральных земель Гессен и Рейнланд-Пфальц.

## История
После Компьенского перемирия 1918 года союзные войска полностью оккупировали германские территории на западном (левом) берегу Рейна. Для поддержания военного присутствия и на восточном побережье реки союзные державы расширили свои оккупационные зоны, создав три полукруглых плацдарма радиусом в 30 км, центрами которых были Кёльн (британская зона), Кобленц (американская зона) и Майнц (французская зона).
Из-за ошибки в расчётах союзников (длина ортодромы между Кобленцем и Майнцем немного превышала 60 км) французская и американская зоны не пересекались. В результате между ними образовался своего рода «разрыв» на восточном берегу Рейна, в котором оказались долина Виспер, города Лорх и Кауб и сёла Лорхгаузен, Зауерталь, Ранзель, Волльмершид, Вельтерод, Цорн, Штрют, Эгенрод и Лауфензельден. Окружённая горным массивом Таунус на северо-востоке и Рейном на юго-западе, эта маленькая область была фактически изолирована от остальной части послевоенной Германии, а затем — и от администрации Веймарской республики. Будучи зажатой между плацдармами союзников,
она имела форму узкого «бутылочного горлышка» (нем. Flashenhals, фр. goulot), откуда и произошло название данной территории.
| Грубой ошибкой … было оставление нескольких гектаров земли в нейтральной зоне вместо полного объединения обоих плацдармов — генерал Анри Мордак, командующий французским сектором |

После того, как обнаружилось, что оккупационные зоны союзников на правом берегу Рейна не соприкасаются, командующий французским сектором генерал Анри Мордак предложил оккупировать и оставшуюся территорию, присоединив её к французскому сектору. С просьбой об оккупации обратился и президент занятого французами административного округа Висбаден Карл Вильгельм фон Майстер, которому формально подчинялись города и общины Фляшенхальса. В своём письме он указывал, что отрезанным от всякого снабжения (после оккупации и французы, и американцы закрыли границы своих секторов как для пассажирского, так и для грузового сообщения) жителям грозит голодная смерть. В связи с этим он просил немецкую комиссию по перемирию на конференции в Спа поддержать оккупацию. В то же время сами жители Фляшенхальса обращались к комиссии с просьбами о сохранении её статуса. Начальник президента Висбаденского округа, оберпрезидент провинции Гессен-Нассау Август фон Тротт цу Зольц, узнав о его обращении, 3 января 1919 года телеграфировал в Спа, что это обращение представляет собой личное мнение фон Майстера и подтвердил что население данного региона протестует против вражеской оккупации.
Также против дальнейшего расширения французской оккупационной зоны выступили представители Великобритании и США, опасавшихся, что Франция стремится не столько к обеспечению собственной безопасности от Германии, сколько к разделу немецкого национального государства с тем, чтобы присоединить «лакомые кусочки» вроде индустриально развитого Рурского бассейна.
В итоге 10 января 1919 года немецкий делегат в комиссии по перемирию генерал фон Винтерфельдт уведомил жителей, что предложение об оккупации Фляшенхальса было отклонено.
Тогда французы перешли к тактике истощения региона. Одной из её составляющих было торпедирование работы выверенной прусской системы управления. Были перерезаны все телефонные и телеграфные сообщения между Фляшенхальсом и Висбаденом. Позже граница была закрыта даже для подвергшихся цензуре почтовых отправлений. Они складировались в центральном почтовом и цензурном отделении Франкфурта-на-Майне и никогда не попадали к адресату. В этой ситуации оберпрезидент фон Тротт цу Зольц приказал вести всю деловую переписку через Кассель. Поскольку традиционные управляющие структуры в регионе были нарушены — и столица округа Висбаден, и ландрат Рюссельсхайм были оккупированы и отрезаны от Фляшенхальса границами плацдармов — 3 января 1919 года фон Тротт цу Зольц поручил управление регионом лимбургскому ландрату Роберту Кёхеру Бюхтингу, а после отставки Бюхтинга в июне 1919 года — его преемнику Карлу Шеллену.
30 марта 1919 года постановлением министерства юстиции лимбургский суд был уполномочен на отправление правосудия на территории Фляшенхальса.

## Экономика

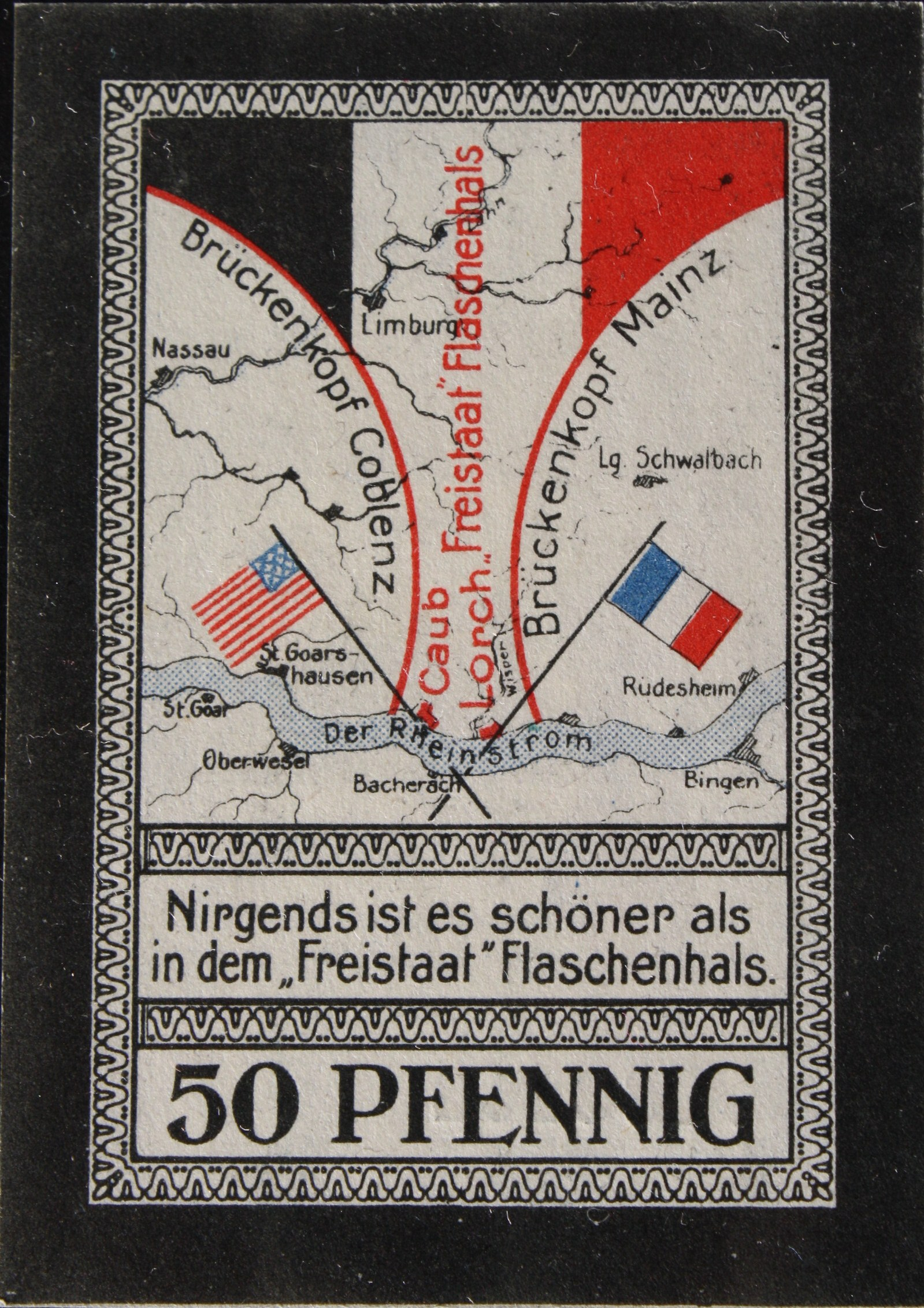
Нотгельд достоинством в 50 пфеннигов (1921)

Проведённые без учёта границ поселений и существующих путей сообщения, границы оккупационных зон не только разделили существовавшие административные округа, но и прошли поперёк автомобильных и железных дорог. Географическое положение Фляшенхальса было таково, что не существовало  ни одной дороги, соединявшей его с Лимбургом — ближайшим крупным городом на неоккупированной территории Германии. Кроме того, прерванными оказались и многие маршруты, связывавшие населённые пункты Фляшенхальса между собой. В связи с этим в регионе практически прекратилось использование автотранспорта. На смену автомобилям пришли повозки на конной тяге, способные совершать поездки по пересечённой местности. Импровизированные гати, проложенные между поселениями, не выдерживали серьёзной нагрузки. В такой ситуации повозки отправлялись в путь, будучи загруженными максимум наполовину, что повышало как стоимость перевозки товаров так и, в конечном итоге, их конечную стоимость.
Снабжение региона продуктами питания и другими необходимыми товарами происходило через Лимбург-на-Лане. Его бургомистр Маркус Крюсман, считавший необходимым во что бы это не стало избежать французской оккупации Фляшенхальса, вместе с крупными городскими торговцами даже в условиях послевоенного дефицита и транспортных сложностей сумел организовать регулярные поставки. Другим столпом снабжения региона стала контрабанда, позволявшая частично скомпенсировать плачевное экономическое положение. Через границу вывозились местные вина. С другой стороны, многие производители вина, чьи виноградники находились в оккупированной зоне, прятали свою продукцию во Фляшенхальсе, стараясь вывести её из зоны досягаемости французов. Владельцы крупного рогатого скота перегоняли его в неоккупированную часть для того, чтобы иметь возможность продать его по более высоким ценам — во французской оккупационной зоне было введено государственное регулирование и были установлены максимальные цены.
Прекращение железнодорожного и почтового сообщения в декабре 1918 года повлекло за собой и сложности с обеспечением региона наличными деньгами — рейхсбанк не имел физической возможности доставить в регион необходимые банкноты. Во избежание коллапса экономики региона местные власти приняли решение о выпуске нотгельдов — специальных банкнот, не являвшихся законным платёжным средством, однако ставших общепринятым средством оплаты на территории обращения.

## Фляшенхальс для Франции
Фляшенхальс оставался проблемой для французского командования, главным образом потому, что он представлял собой удобный путь бегства для жителей Рейна с оккупированных его берегов в незанятую Германию. Что ещё хуже, государство всегда выступало против Франции. Другим аспектом была контрабанда между Фляшенхальсом и оккупированными территориями, а также преступность. К примеру, французский поезд с углём из Рура, который стоял в Рюдесхайме и должен был отправиться в Италию, был похищен железнодорожниками Фляшенхальса и загнан в глубь страны, где уголь раздали населению для обогрева.

## Международные отношения
Государство выдавало свои собственные паспорта своим гражданам и планировало открыть посольство в Берлине. Кроме того, предполагалось установить дипломатические отношения с другими странами, но государство прекратило своё существование до того, как эти планы были реализованы.

## Прекращение существования

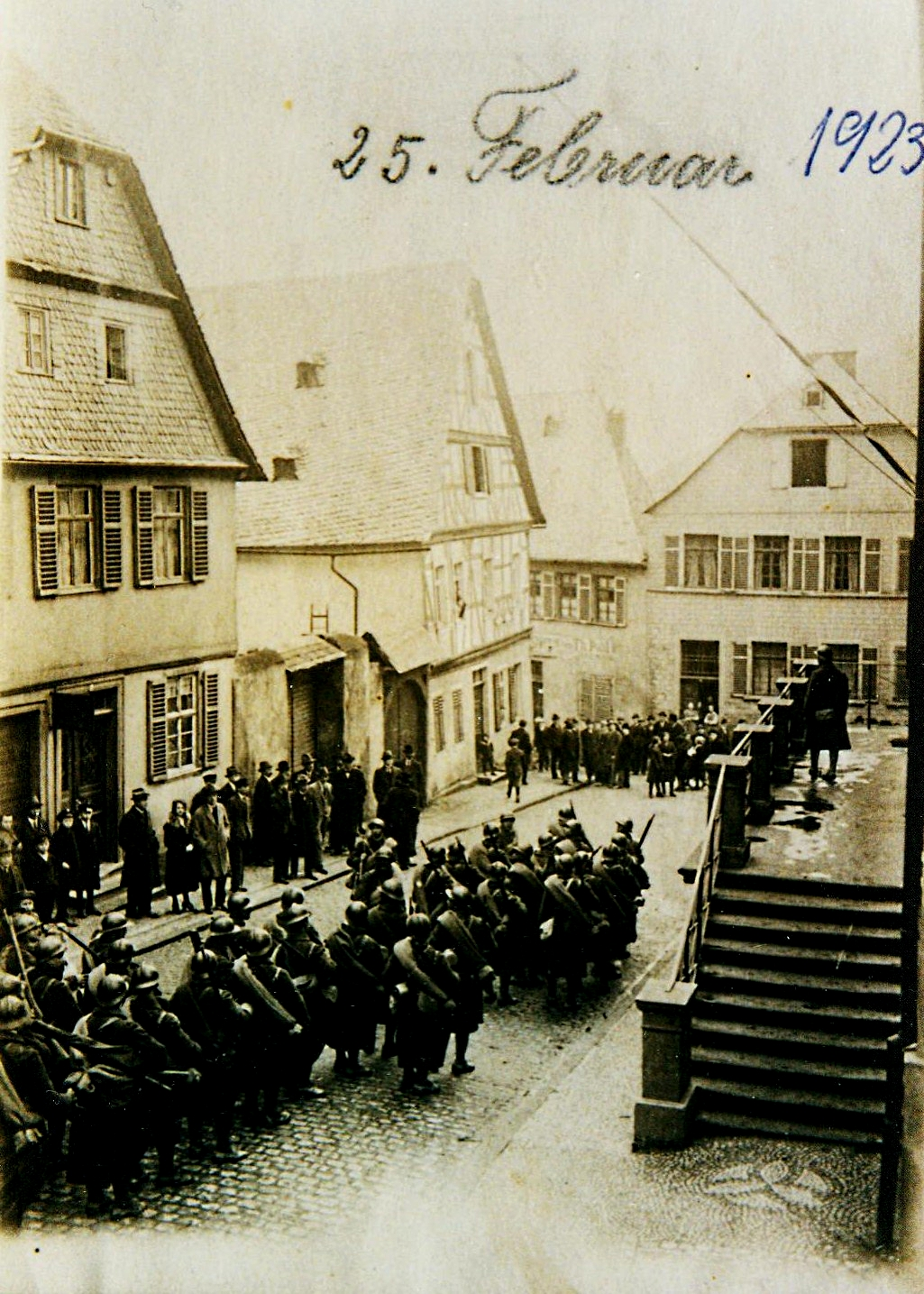
Оккупация рыночной площади Лорха французскими войсками 25 февраля 1923 года

После четырёх лет существования Свободное государство Фляшенхальс было упразднено 25 февраля 1923 года после Рурского конфликта. Фляшенхальс был в конечном счёте воссоединён с прусской провинцией Гессен-Нассау. Часть населения подверглась репрессиям за контрабанду и всякого рода диверсии. Жители продолжали оказывать пассивное сопротивление французской оккупации, отказываясь от какого-либо подчинения, пока в ноябре 1924 года после Лондонской конференции не была прекращена оккупация правобережной части Рейнской области.